# Sławomir Wilczyński (farmaceuta)

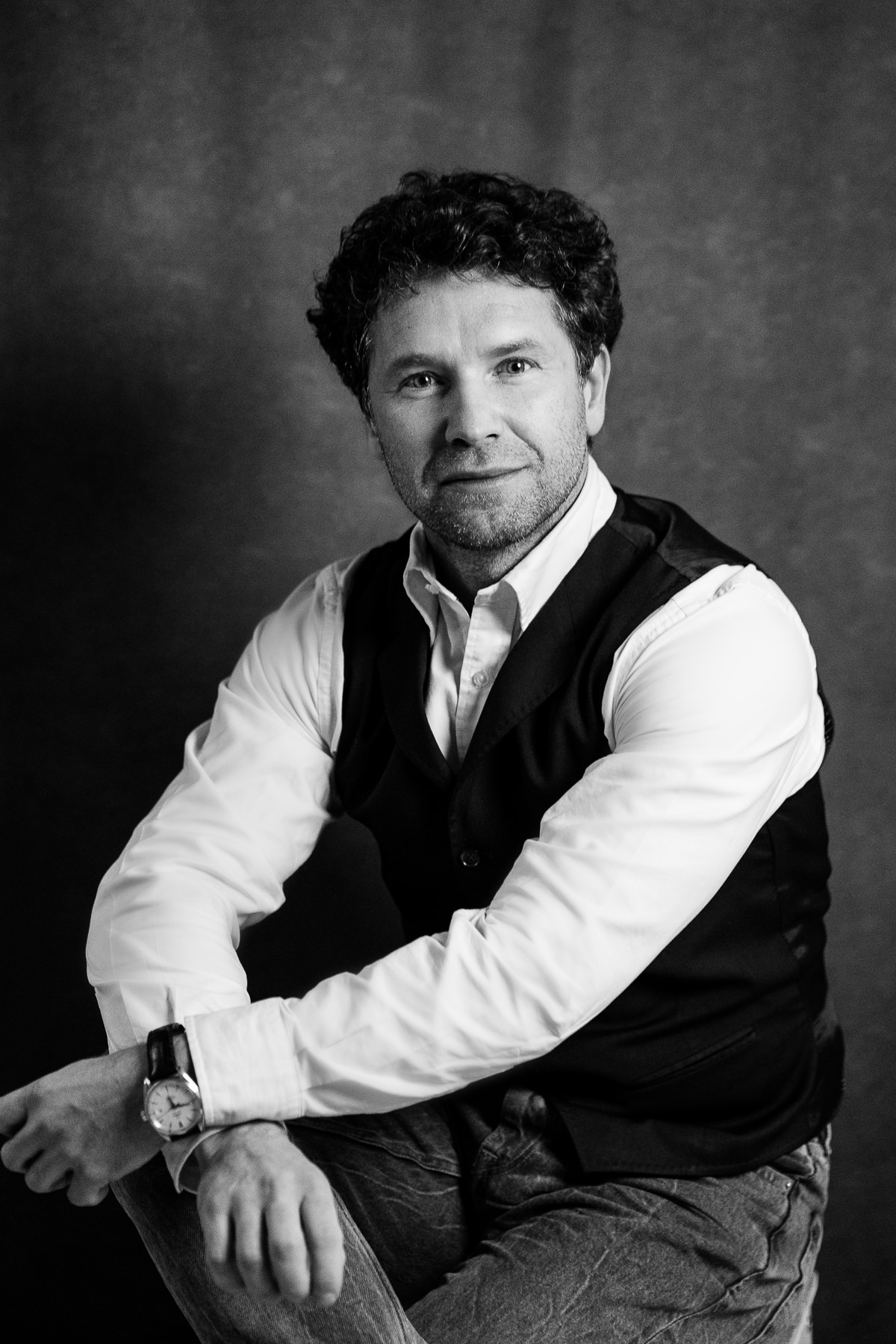
Sławomir Wilczyński

Sławomir Wilczyński – farmaceuta, profesor nauk medycznych i nauk o zdrowiu w dyscyplinie nauki farmaceutyczne, specjalista w zakresie bioinżynierii.

## Życiorys
W 2003 r. ukończył studia farmaceutyczne na Wydziale Nauk Farmaceutycznych Śląskiego Uniwersytetu Medycznego w Katowicach. W 2005 r. obronił licencjat z kosmetologii. W 2008 r. uzyskał stopień doktora nauk farmaceutycznych po obronie pracy pt. Właściwości wolnych rodników w wybranych gamma napromieniowanych antybiotykach. W 2015 r. uzyskał tytuł specjalisty w zakresie farmacji aptecznej, a w 2017 r. ukończył studia magisterskie z kosmetologii. W tym samym roku na podstawie dorobku naukowego oraz wskazanego cyklu publikacji pt. Zastosowanie metod obrazowych do analizy stałej postaci leku oraz do biometrycznej oceny skóry w monitorowaniu działania preparatów stosowanych miejscowo uzyskał tytuł doktora habilitowanego nauk farmaceutycznych w specjalności bioinżynieria. W 2025 r. uzyskał tytuł profesora nauk medycznych i nauk o zdrowiu w dyscyplinie nauki farmaceutyczne.
Zawodowo od początku kariery naukowej związany jest ze Śląskim Uniwersytetem Medycznym w Katowicach, gdzie pełni funkcję kierownika Katedry i Zakładu Podstawowych Nauk Biomedycznych.
Zawodowo zajmuje się obszarem bioinżynierii. Jego zainteresowania naukowe skoncentrowane są wokół nowoczesnych metod obrazowania stosowanych w medycynie i farmacji, w tym w szczególności obrazowania hiperspektralnego, dynamicznej analizy termowizyjnej, ultrasonografii wysokiej rozdzielczości, a także innych technik takich jak EPR, NMR oraz hemisferycznej reflektancji kierunkowej. Autor ponad 200 prac naukowych, patentów i wzorów przemysłowych. Ekspert Narodowego Centrum Badań i Rozwoju, Ministerstwa Gospodarki RP, Agencji Badań Medycznych, Polskiej Komisji Akredytacyjnej oraz Banku Gospodarstwa Krajowego. Członek Komitetu Inwestycyjnego w programie Bridge Alfa NCBiR. Członek komitetu technicznego (KT) 334 ds. Produktów Kosmetycznych w Polskim Komitecie Normalizacyjnym (PKN) oraz w Working Group 7 Sun protection test methods (WG 7) działającej w ramach Komitetu ISO/TC 217.
Redaktor naczelny branżowego czasopisma z zakresu medycyny estetycznej i dermatologii – Aesthetica oraz redaktor Advances in Therapy (Springer Nature). Wykonawca i kierownik w grantach polskich i międzynarodowych.